# Tetrahidrocanabinol
Tetrahidrocanabinolul (IUPAC: (−)-trans-Δ⁹-tetrahidrocanabinol; prescurtat THC) este unul dintre numeroșii compuși canabinoizi care au fost identificați în planta de canabis. Acesta este principalul compus cu efect psihoactiv din produsul vegetal. Este un compus lipofil, iar similar cu ceilalți metaboliți secundari vegetali, se crede că este biosintetizat de plantă cu scopul de a se proteja de insecte, lumina ultravioletă și stresul cauzat de factori de mediu.
Este substanța activă principală din cannabis, întâlnită în drogurile vegetale hașiș și marijuana. El a fost pentru prima dată izolat în anul 1964 de Raphael Mechoulam din Israel. 

## Farmacologie

Structura moleculei de THC (redare 3D)

Tetrahidrocanabinolul acționează ca agonist parțial la nivelul receptorilor endo-canabinoizi de tipul CB1 (Ki = 10 nM), localizați în principal la nivelul sistemului nervos central, dar și de tipul CB2 (Ki = 24 nM), localizați la nivelul celulelor implicate în sistemul imunitar. Efectele psihoactive sunt date majoritar de activarea acestor receptori, ceea ce duce la inhibarea adenilat-ciclazei și la scăderea concentrației de mesager secund AMP ciclic (cAMP).

Dupa este asimilat de catre organism, in urma administrarii, THC se leaga de receptorii CB1 si CB2, producandu-si efectele caracteristice, cele mai cunoscute fiind acelea de “euforie” sau “high”. Acest efect este foarte similar cu modul in care actioneaza propria molecula de beatitudine a corpului - anandamida (N-arachidonoiletanolamina). Spre deosebire de anandamida, o resursa controlata de catre organism si eliminata rapid, THC persista pentru o lunga perioada de timp in organism pentru a-si exercita efectele. Pe langa efectele psihotrope, anumite studii arata cum THC interactioneaza cu sistemul endocanabinoid pentru a promova homeostazia.